# Finn The Giant
Finn The Giant eller Jätten Finn, artistnamn för Finn Stillerud, reggaeproducent och dubmixare baserad i Malmö.
Låtar som "Vyssan Lull in Dub", "Holy Ground" och "Guiding Star" fick en viss spridning i början på 2000-talet tack vare P3 Rytm och mp3.com. År 2002 släpptes låten "The Giant Attacks" på samlingen Roots Of Dub Funk 2 från engelska Tanty Records. Sedan 2005 driver Finn The Giant netlabeln Giant Sounds där han släpper egna och andras låtar samt dubremixer av svenska reggaeartister.